# Henrik Hagberg
Henrik Erik Gustav Hagberg, född 31 mars 1955 i Stockholm, är en svensk läkare och hjärnforskare. Han är son till Sture Hagberg.
Han är professor i obstetrik/perinatal medicin och prodekan vid Sahlgrenska akademin, och har tidigare varit professor i obstetrik och perinatal medicin vid Imperial College London och forskningsprofessor i fostermedicin vid Centre for the Developing Brain vid Kings College London.
Hagbergs forskning fokuserar på experimentell hjärnforskning, perinatal medicin och obstetrik. Han är en av världens mest citerade forskare inom perinatal hjärnskada. Enligt Google Scholar har hans arbete (2021) citerats drygt 33.000 gånger i vetenskaplig litteratur, och har ett h-index på 107. Han har publicerat över 400 artiklar.